# Southern Airways Flight 242

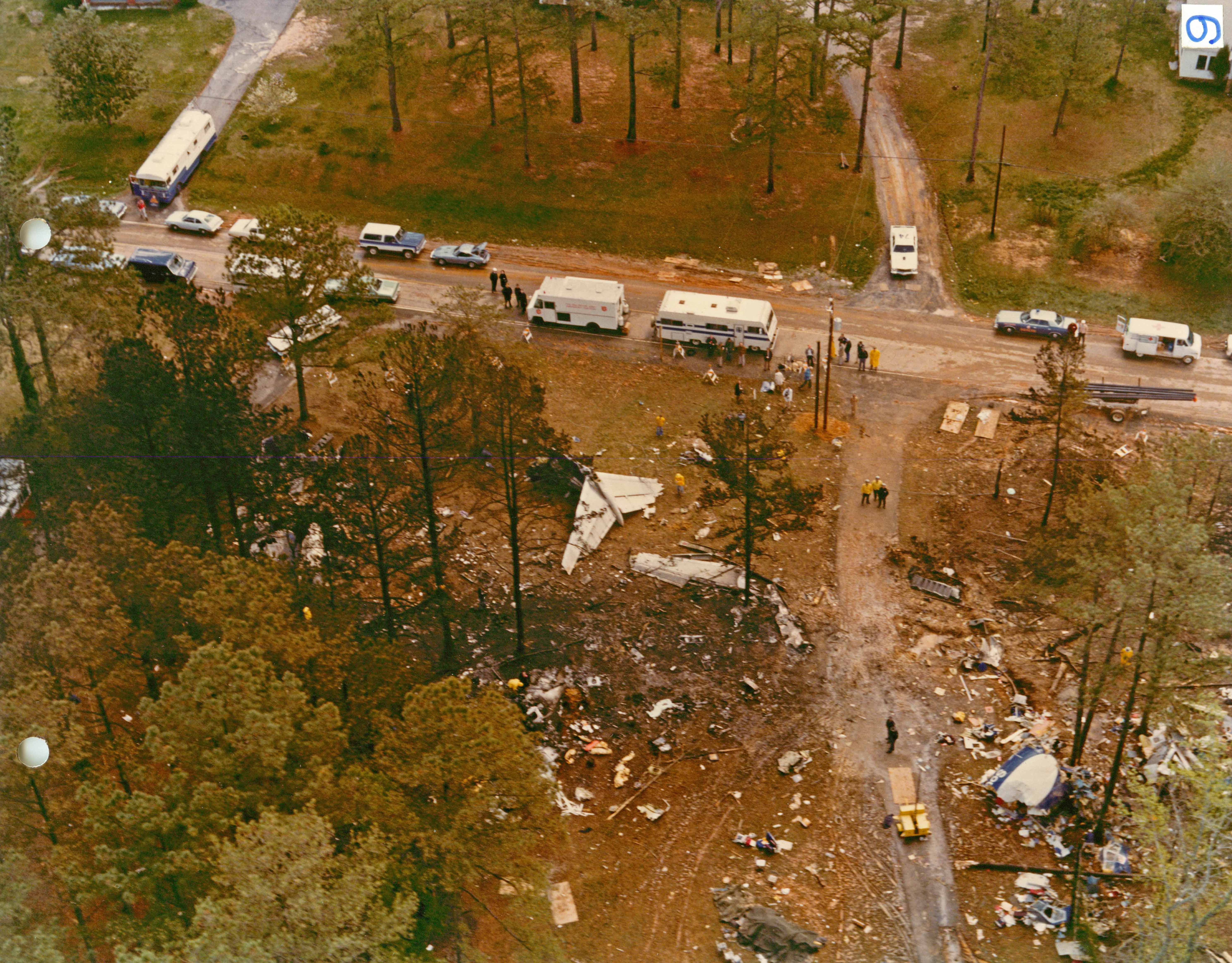
Haveriplatsen

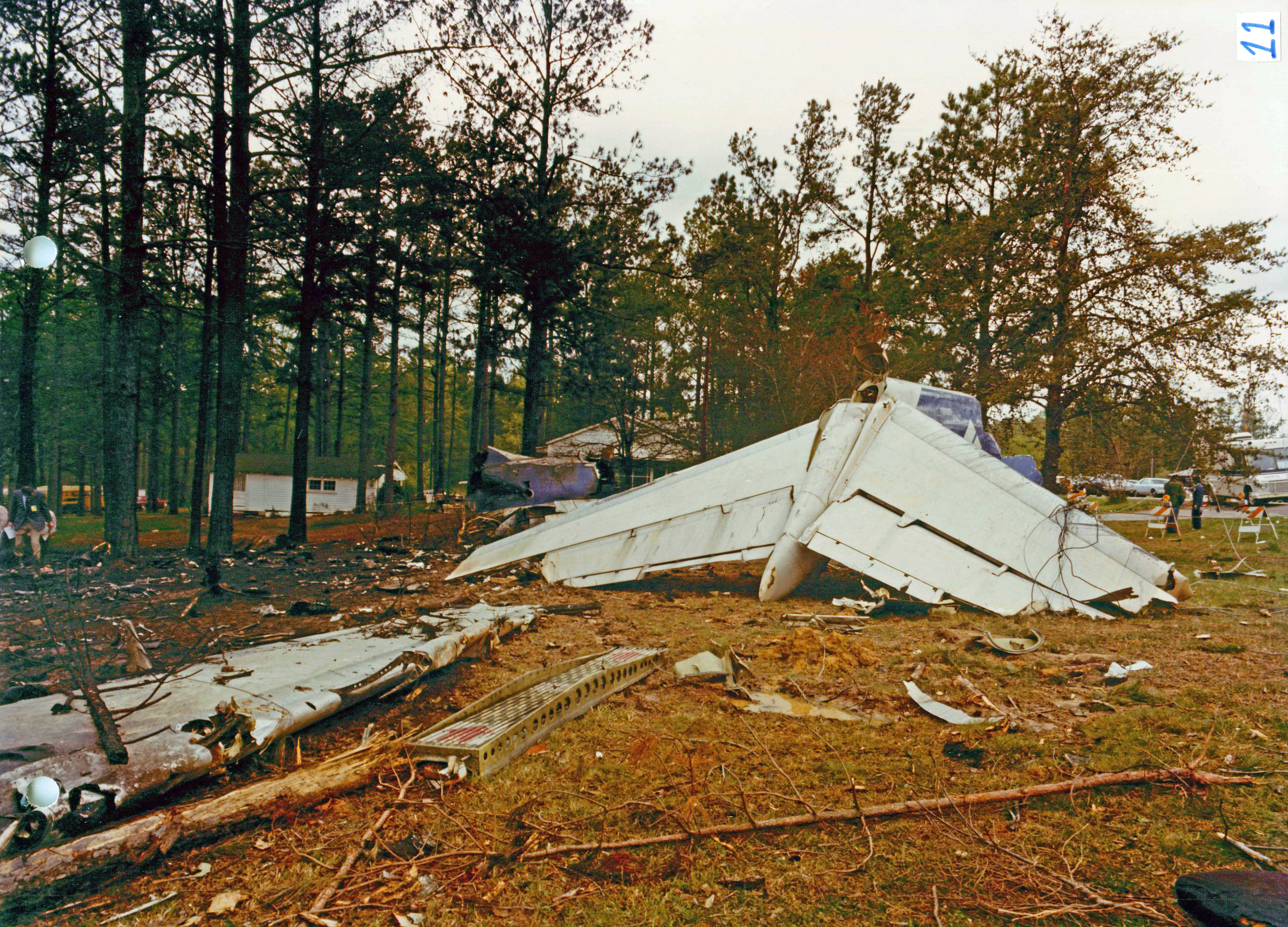
Vingen och bakvingarna av flygplanet.

Southern Airways Flight 242 var en Douglas DC-9-31 som störtade den 4 april 1977 i New Hope, Paulding County, Georgia i USA. Orsaken var att en motor gick sönder i dåligt väder, vilket gjorde att planet kraschlandade på en motorväg. Det kraschade i marken och slets isär, vilket dödade 72 av de 85 ombordvarande. 

## Fotnoter
1. ↑   Arkiverad 2 februari 2017 hämtat från the Wayback Machine. New Hope, GA Southern Airways Jetliner Crash, Apr 1977